# Aede (mitologia)
|  | Aquest article tracta sobre la musa de la mitologia grega. Si cerqueu el satèl·lit de Júpiter, vegeu «Aedea (satèl·lit)». |

|  | No s'ha de confondre amb Aede. |

Segons la mitologia grega, Aede (grec antic: Ἀοιδή, llatí: Ăoedē), és una de les tres muses originals, juntament amb les seves germanes Mneme i Meletea. Aede és la musa de l'execució de l'obra artística; és la de la posada en escena com a tal, atès que és ella la que s'encarrega de llegir, recitar, tocar instruments o cantar el que anteriorment la seua germana Mneme ha escrit. Representa el moment en el qual una obra d'art és utilitzada. D'altra banda, es pensa que l'obra artística només té vida pròpia mentre l'artista l'estava creant (pintar un quadre, escriure una cançó, etc.), però aquest treball no corresponia a Aede, sinó a la seva germana Mneme. Una vegada que l'obra estava creada, mor en cert sentit, car passa a ser estàtica i no sofreix més canvis. Com culminació de l'obra, només restas la seva reproducció o execució d'aquesta obra, treball que corresponia a Aede. És representada icònicament com una jove en actitud de cantar o recitar poemes, al mateix temps que va premut una lira, perquè es considera que el so dels instruments musicals és com un símil d'una veu.
El satèl·lit de Júpiter Aede va ser anomenat en honor seu.